# Brazatortas
Brazatortas é um município da Espanha na província de Ciudad Real, comunidade autónoma de Castilla-La Mancha, de área 272 km² com população de 1121 habitantes (2006) e densidade populacional de 4,12 hab./km².

## Demografia

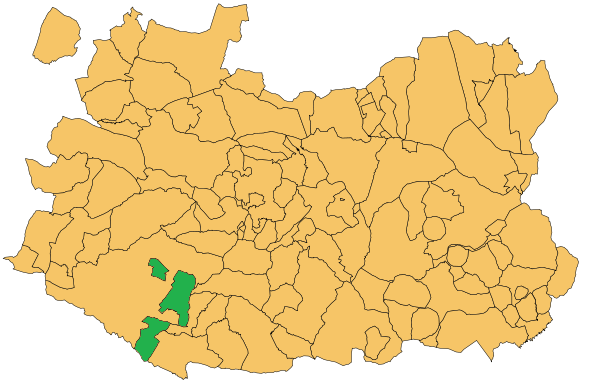
Mapa de localização

| Variação demográfica do município entre 1991 e 2004 | Variação demográfica do município entre 1991 e 2004 | Variação demográfica do município entre 1991 e 2004 | Variação demográfica do município entre 1991 e 2004 |
| --------------------------------------------------- | --------------------------------------------------- | --------------------------------------------------- | --------------------------------------------------- |
| 1991                                                | 1996                                                | 2001                                                | 2004                                                |
| 1337                                                | 1279                                                | 1176                                                | 1143                                                |

## Pessoas ilustres
Pessoas ilustres relacionadas a Brazatortas por sua atividade ou origem estão listadas abaixo:
- Tomás Aránguez, agrônomo; [4][5]
- Antonio Gala, escritor;[carece de fontes?]
- Millán Salcedo, humorista;[6]
- Fernando Usero, jogador de futebol.[carece de fontes?]